# 荻町城
荻町城（おぎまちじょう）は、岐阜県大野郡白川村荻町にあった日本の城（山城）。

## 歴史
戦国時代に築かれたとされ、内ヶ島氏の家臣である山下時慶ならびにその子氏勝が城主であったと伝わる。麓からの高さが約60mの城山に築かれた東西約60m南北約50m単郭式の小規模な城である。廃絶理由およびその時期は不明。平成17年に富山大学により発掘調査が行われたが、礎石を用いた構造物はみられず臨時に築かれた砦である可能性がある。また出土遺物もほとんどみられなかった。

## 現在
荻町集落を見渡すことができる場所として、近傍に展望台が設けられている。